# Przenośnik kubełkowy

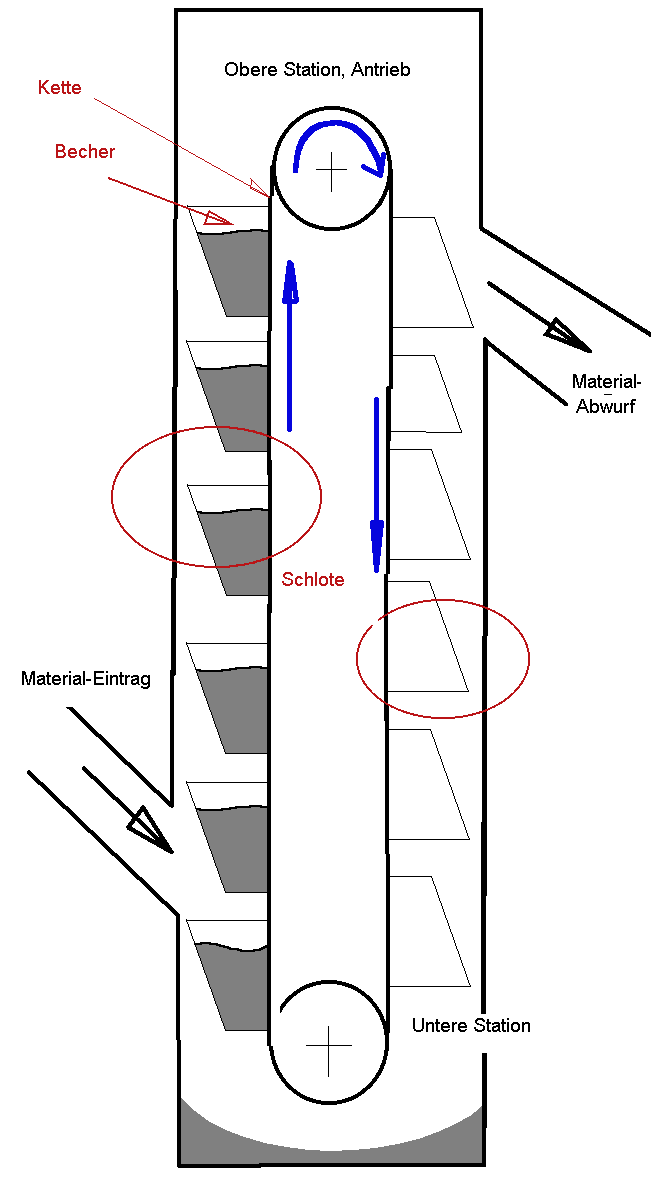
Schemat podnośnika kubełkowego.

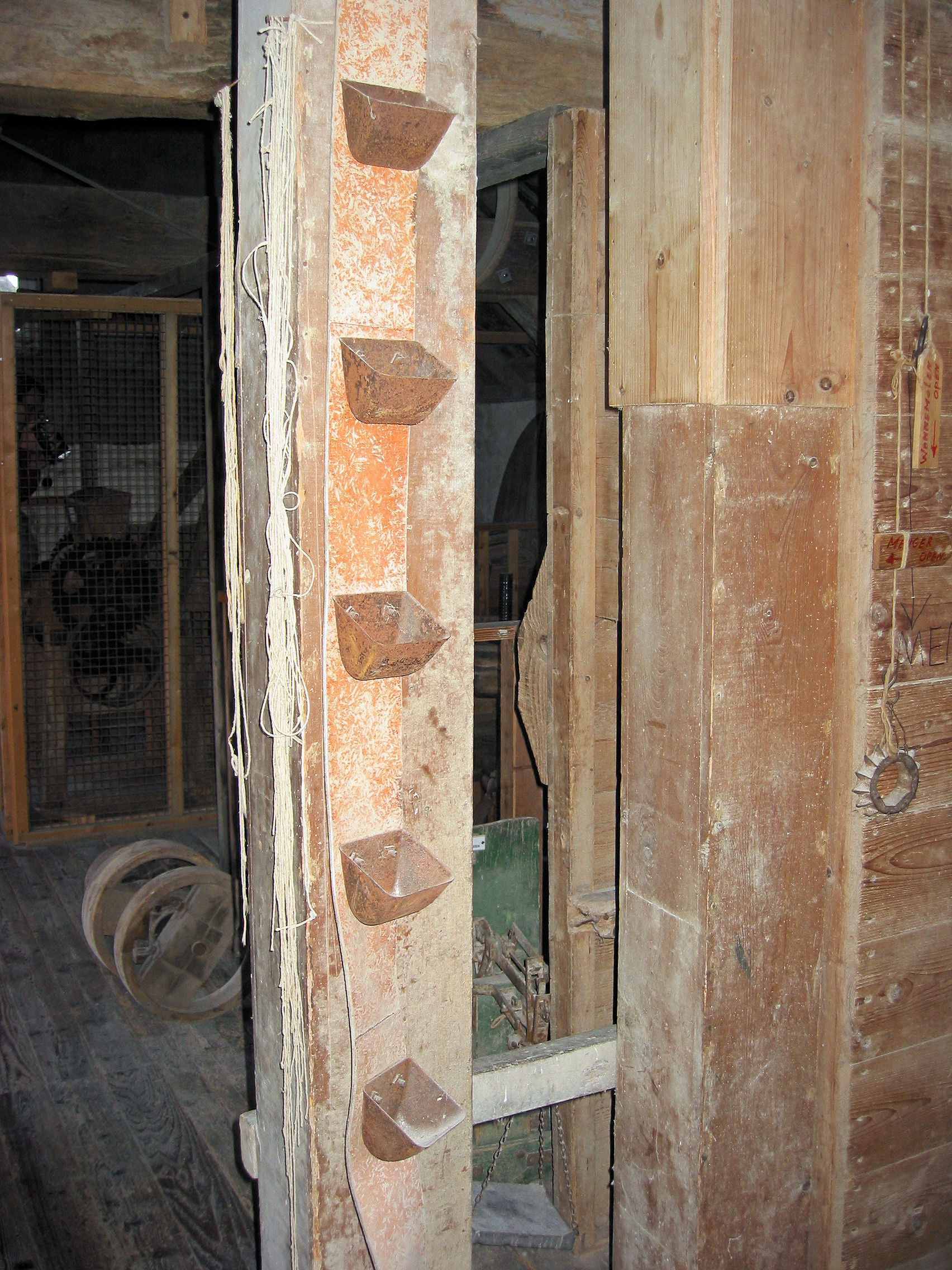
nietypowy przenośnik kubełkowy

Przenośniki kubełkowe są urządzeniami do bliskiego transportu sypkich materiałów masowych takich jak  ziarna zbóż, cukier, kruszywa itp. Wykorzystywane są w procesach technologicznych najczęściej do napełniania silosów lub zbiorników.
Klasyfikuje się je jako przenośniki cięgnowe członowe. Członami są kubełki przytwierdzone do cięgien, czyli taśm lub łańcuchów przewijających się przez bębny lub koła łańcuchowe, z których jedne są napędzające, a drugie napinające. Elementy nośne wykonane są z łańcucha technicznego ogniwowego, tulejkowo – rolkowego oraz pasa pędnego.
Transport może być jednokierunkowy – najczęściej z dołu do góry, lub okrężny – w tym przypadku zastosowanie kubełków zamocowanych wahliwie pozwala na ich łatwe opróżnianie w dowolnym miejscu trasy. Są to odpowiednio:
- przenośniki kubełkowe proste,
- przenośniki kubełkowe okrężne,
- przenośniki kubełkowe kołyskowe.

Najczęściej występujące przenośniki kubełkowe proste, w zależności od sposobu napełnianie i opróżniania kubełków dzieli się na:
- grawitacyjne – kubełki zasypywane są przez otwór nasypowy w stopie podajnika, gdzie zazwyczaj znajduje się bęben napinający cięgna, a opróżnianie grawitacyjne w głowicy podajnika, gdzie znajduje się bęben napędowy ciągnący cięgno z kubełkami do góry, oraz
- odśrodkowe – kubełki czerpią materiał z dna stopy podajnika – a w głowicy wyrzucają go siłą odśrodkową
Zaletami tego typu przenośników są: małe wymiary poprzeczne, duża wydajność, przy szczelnej obudowie możliwość transportu materiałów pylących. Wady: konieczność równomiernego zasypywania kubełków, duży ciężar konstrukcji, przy transporcie materiałów ścierających (kruszywa) duże zużycie elementów przenośnika.
Przenośniki kubełkowe okrężne są typowymi przenośnikami technologicznymi. Każdy kubełek może być zasypywany i opróżniany w dowolnym miejscu trasy – zwykle automatycznie.
Zalety: dowolny kształt trasy, możliwość transportu materiałów kruchych. Wady: duży ciężar i koszt urządzenia.
Osobnym typem przenośników kubełkowych są urządzenia zbudowane w oparciu o łańcuchy gumowe pomiędzy którymi zamocowane są kubełki wahliwe (przenośniki kubełkowe wahliwe). Urządzenia te pozwalają na zastosowanie wielu wysypów i zasypów, a także umożliwiają praktycznie dowolną konfigurację. Urządzenia te charakteryzuje bardzo delikatny i higieniczny transport, co jest warunkiem koniecznym przy transporcie wrażliwych produktów takich jak: makarony, cukierki, gumy do żucia, chipsy itp.

## Podstawowe dane techniczne charakteryzujące przenośniki kubełkowe
- wysokość podnoszenia – odległość w pionie między zasypem i wysypem,
- pojemność kubełka – pojemność pojedynczego kubełka,
- podziałka kubełków – odległość pomiędzy osiami kolejnych kubełków,
- prędkość ruchu kubełków – prędkość liniowa poruszania się kubełków,
- wydajność – zdolność do przemieszczenia danej objętości w określonej jednostce czasu.